# Цогетинці
Цогетинці (словен. Cogetinci) — поселення в общині Церквеняк, Подравський регіон‎, Словенія.